# Xanthochilus quadratus

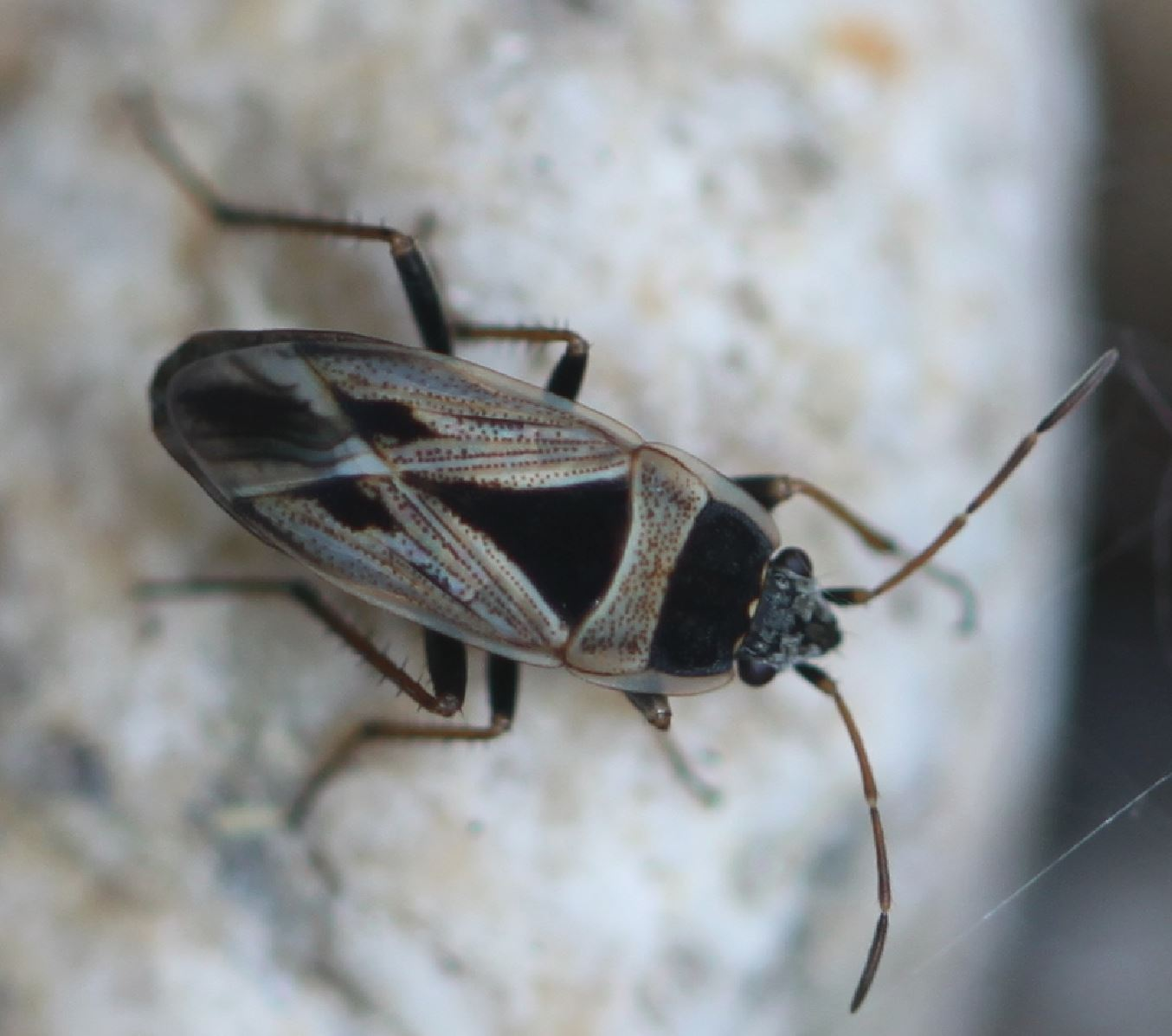
Xanthochilus quadratus, Dorsalansicht

Xanthochilus quadratus ist eine Wanze aus der Familie der Rhyparochromidae.

## Merkmale
Die Wanzen besitzen eine Größe von 4,6–5,8 mm. Der Kopf und der vordere Teil des Halsschilds sind schwarz gefärbt und kaum punktiert. Die Fühler sind fast vollständig rot gefärbt. Lediglich die Basis des ersten Fühlergliedes ist schwarz sowie das vierte Fühlerglied ist etwas verdunkelt. Am vorderen Rand des Halsschilds befinden sich drei kleine gelbe Flecke. Die seitlichen Ränder des Halsschilds sind cremefarben und unpunktiert, während der hintere Teil des Halsschilds  ebenfalls cremefarben ist, jedoch mit braunen Punkten übersät. Das Scutellum ist schwarz. Die cremefarbenen Hemielytren weisen gelbliche Längsstreifen sowie Längsreihen brauner Punkte auf. Ferner befindet sich am Übergang zur Membran ein größerer schwarzer Fleck. Die Hemielytren besitzen einen cremefarbenen unpunktierten äußeren Saum. Über die Membran verläuft mittig ein schwarzer Bereich. Die Femora sind schwarz. Die vorderen Femora sind zudem leicht verdickt. Die Tibien sind rötlich und weisen Dornenreihen auf.

## Ähnliche Arten
Im südlichen Europa kommen folgende beiden Arten vor, die jedoch einen größeren schwarzen Fleck auf der Membran aufweisen und sich bezüglich der Größe von X. quadratus unterscheiden:
- Xanthochilus minusculus
- Xanthochilus saturnius

## Verbreitung
Xanthochilus quadratus ist der einzige Vertreter der Gattung in Deutschland.  Die Art kommt mit regionalen Lücken in ganz Deutschland vor. Im Norden reicht das Vorkommen bis nach Südskandinavien, im Süden in den Mittelmeerraum sowie im Osten bis nach Westsibirien und Zentralasien.

## Lebensweise
Die Art findet man häufig in Steppen- und Sandgebieten, insbesondere mit Bewuchs von Silbergras  (Corynephorus canescens). Die Wanzen sind vermutlich samensaugend und polyphag. Die Wanzen bewegen sich sehr flink auf dem Boden. In Mitteleuropa bildet die Art offensichtlich eine Generation aus. Die Art überwintert als Imago. Im Mai findet die Eiablage statt. Die Larven beobachtet man zwischen Juni und August. Die ausgewachsenen Wanzen der neuen Generation erscheinen ab Juli.

## Taxonomie
In der Literatur finden sich folgende Synonyme:
- Aphanus quadratus
- Lygaeus quadratus Fabricius, 1798
- Rhyparochromus immaculatus Royer, 1920
- Rhyparochromus quadratus (Fabricius, 1798)
- Rhyparochromus (Xanthochilus) quadratus

## Belege